# Phillip Mann
Pour les articles homonymes, voir Mann.
Œuvres principales
- L'Œil de la reine

Phillip Mann, né le 7 août 1942 à Northallerton  (Yorkshire du Nord, Angleterre) et mort le 1er septembre 2022 à Wellington (Nouvelle-Zélande), est un écrivain britannique de science-fiction.

## Biographie
Phillip Mann vivait en Nouvelle-Zélande depuis 1969.

## Œuvres

### SériePaxwax
1. Le Maître des Paxwax, Denoël, coll. Présence du futur no 443, 1987 ((en) Master of Paxwax, Gollancz, 1986), trad. Michel Lederer  (ISBN 2-207-30443-4)
2. La Chute des familles, Denoël, coll. Présence du futur no 475, 1988 ((en) The Fall of the Families, Gollancz, 1987), trad. Michel Lederer  (ISBN 2-207-30475-2)

### SérieA Land Fit for Heroes
1. (en) Escape to the Wild Wood, Gollancz, 1993
2. (en) Stand Alone Stan, Gollancz, 1994
3. (en) The Dragon Wakes, Gollancz, 1995
4. (en) The Burning Forest, Gollancz, 1996

### Romans indépendants
- L'Œil de la reine, Denoël, coll. Présence du futur no 387, 1984 ((en) The Eye of the Queen, Gollancz, 1982), trad. Michel Lederer  (ISBN 2-207-30387-X)
- (en) Pioneers, Gollancz, 1986
- (en) Wulfsyarn – A Mosaic, Gollancz, 1988
- (en) The Disestablishment of Paradise, Gollancz, 2013

### Nouvelles traduites en français
- L'Architecte, 1989 ((en) The Architect, 1989), trad. Jacques Van HerpParue initialement dans l'anthologie Scheherazade no 4 ; in Phénix no 16, éditions Phénix
- Histoire à l'ancienne, 1991 ((en) An Old-Fashioned Story, 1989), trad. Hélène Auffret-BoucéParue initialement dans le magazine Interzone no 29 ; in Phénix no 28, éditions Phénix